# Comitès de Solidaritat amb els Patriotes Catalans

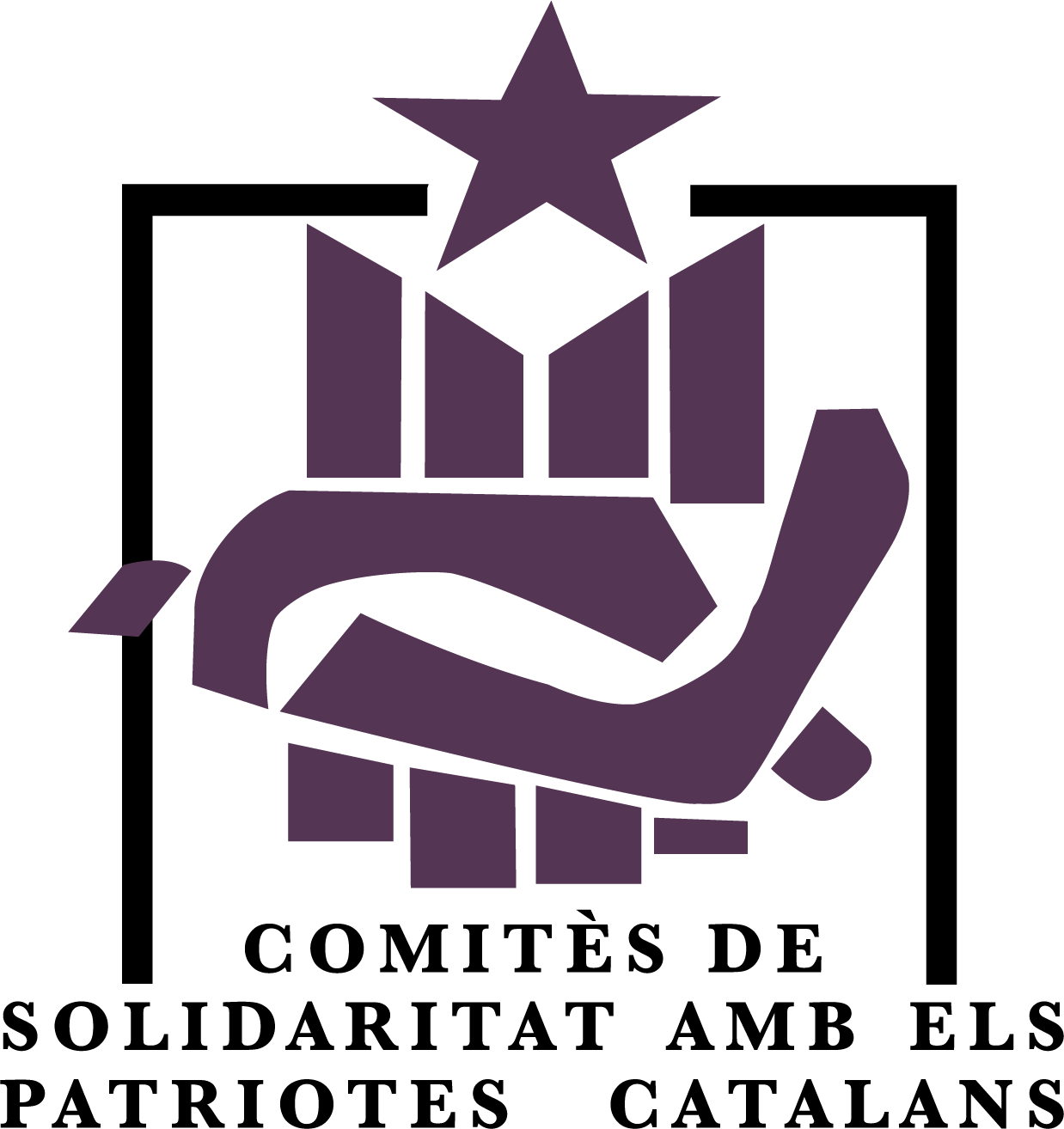
Logo de Comitès de solidaritat amb els patriotes catalans

Los Comitès de Solidaritat amb els Patriotes Catalans (Comités de Solidaridad con los Patriotas Catalanes) (CSPC) son una plataforma independentista catalana antirrepresiva, creada a raíz de las detenciones el 2 de junio de 1979 de 5 militantes de Independentistes dels Països Catalans (IPC) acusados de pertenecer a la banda terrorista Terra Lliure.
Pretendía ser la continuadora de Socors Català (que funcionó entre 1977 y 1981) y hacer el mismo papel que hacía en el País Vasco Gestoras Pro Amnistía, encargárdose de la defensa jurídica de los independentistas detenidos. Editaba la revista bimestral Clam, y participaba en los actos del Once de septiembre en el Fossar de les Moreres. También estuvo presente en los actos de organización del Moviment de Defensa de la Terra y Catalunya Lliure, aunque manteniendo su independencia, y en actos de la Universidad Catalana de Verano para denunciar la situación de los presos independentistas
Al mismo tiempo organizó autocares para protestar contra la demanda de extradición de Manuel Viusà en 1979, participó en el acto de la Crida a la Solidaritat en Camp Nou en 1981 y organizó protestas contra las detenciones de Pere Bascompte y Jaume Llussà en 1983, contra las detenciones de 3 militantes de Terra Lliure en 1985, otros 3 en 1988, y contra la ola de detenciones de 1992 que llevó a la disolución definitiva de Terra Lliure y la integración de muchos de sus militantes a ERC.
En la actualidad la organización Alerta Solidària se autoconsidera heredera de los CSPC, es la organización antirrepresiva del Izquierda Independentista. Se considera heredera de los Comités de Solidaridad con los Patriotas Catalanes, y han adoptado el logotipo.